# Pâ
Pâ ist sowohl eine Gemeinde (französisch commune rurale) als auch ein dasselbe Gebiet umfassendes Departement im westafrikanischen Staat Burkina Faso, in der Region Boucle du Mouhoun und der Provinz Balé. Die Gemeinde hat in sieben Dörfern 19.675 Einwohner.